# Paspalum validum
Paspalum validum är en gräsart som beskrevs av Jason Richard Swallen. Paspalum validum ingår i släktet tvillinghirser, och familjen gräs. Inga underarter finns listade i Catalogue of Life.